# Araucnephioides schlingeri
Araucnephioides schlingeri är en tvåvingeart som beskrevs av Peter Wolfgang Wygodzinsky och Coscaron 1973. Araucnephioides schlingeri ingår i släktet Araucnephioides och familjen knott. Inga underarter finns listade i Catalogue of Life.